# Moulin-Mage
Moulin-Mage is een gemeente in het Franse departement Tarn (regio Occitanie) en telt 364 inwoners (1999). De plaats maakt deel uit van het arrondissement Castres.

## Geografie
De oppervlakte van Moulin-Mage bedraagt 14,7 km², de bevolkingsdichtheid is 24,8 inwoners per km².
De onderstaande kaart toont de ligging van Moulin-Mage met de belangrijkste infrastructuur en aangrenzende gemeenten.

## Demografie
Onderstaande figuur toont het verloop van het inwonertal (bron: INSEE-tellingen).